# Leptodactylus riveroi
Leptodactylus riveroi é uma espécie de anfíbio da família Leptodactylidae. Pode ser encontrada na Venezuela, Colômbia e Brasil.